# Zeritis muzizii
Zeritis muzizii är en fjärilsart som beskrevs av Bethune-Baker 1924. Zeritis muzizii ingår i släktet Zeritis och familjen juvelvingar. Inga underarter finns listade i Catalogue of Life.